# بابی اینتویستل
بابی اینتویستل (انگلیسی: Bobby Entwistle; ۶ اکتبر ۱۹۳۸ – مارس ۲۰۰۰ (۶۱ ساله)) بازیکن فوتبال اهل بریتانیا بود.
از باشگاه‌هایی که در آن بازی کرده‌است می‌توان به باشگاه فوتبال هارتل پول یونایتد، باشگاه فوتبال مکلسفیلد تاون، و باشگاه فوتبال روچدیل اشاره کرد.